# Zamarada tenuimargo
Zamarada tenuimargo là một loài bướm đêm trong họ Geometridae.